# Birthe Nielsen
Birthe Nielsen gift Ejstrup (født 24. oktober 1926 i København, død 4. december 2010 i Himmelev) var en dansk atlet, der var medlem af Københavns IF.
Nielsen deltog i ved OL 1948 i London. Hun deltog på det danske stafethold på 4 x 100 meter sammen med Grethe Lovsø Nielsen, Bente Bergendorff og Hildegard Nissen. Holdet kvalificerede sig problemfrit til finalen som toer i sit heat. I finalen førte danskerne til tredje skift, men måtte til slut tage til takke med en placering som nummer fem i tiden 48,2 – en tiendedel sekund langsommere end i indledende heat. Hun deltog også på 100 meter, hvor hun formåede at kvalificere sig til semifinalerne. Denne runde blev endestationen, idet hun blev firer i sit heat, hvor de to bedste fra hvert af de tre heats kvalificerede sig til finalen.
Nielsen vandt tre danske mesterskaber i sprint: 100 meter og 200 meter i 1947 og 200 meter 1948, dertil to i mangekamp 1948, henholdsvis ottekamp og trekamp. Hun satte to dansk rekorder på 100 meter. Den sidste med tiden 12,1, som hun satte i København 13. juni 1948, stod som rekord i elleve år. I 1947 blev hun den første dansker under 26 sekunder på 200 meter med tiden 25,7, som hun løb i en landskamp mod Sverige. Året efter forbedrede hun rekorden til 25,3.
Nielsen var mor til højdespringeren Grith Ejstrup.

## Danske mesterskaber
- 100 meter: 12,2 (1947)
- 200 meter: 26,5 (1947)
- 200 meter: 26,2 (1948)
- Trekamp (1948)
- Ottekamp (1948)

## Personlige rekorder
- 100 meter: 12,1 (København 13. juni 1948)
- 200 meter: 25,3 (Gentofte 21. juni 1948)
- 60 meter hæk: 12,1 (1948)
- Længdespring: 5,31 (1948)
- Femkamp: 3563 point (1952)
- Ottekamp: 5744 point (1948, med 60 meter)